# Wacław Grubiński
Wacław Grubiński (ur. 25 stycznia 1883 w Warszawie, zm. 8 czerwca 1973 w Londynie) – polski dramatopisarz i prozaik, felietonista i recenzent teatralny.

## Życiorys
Ojcem Wacława był Henryk Grubiński, aktor i reżyser, zaś matką Maria Gabriela z d. Meurier. Ukończył szkołę realną w Warszawie. Wacław Grubiński po ukończeniu szkoły średniej podróżował kilka lat po Niemczech, Włoszech i Francji. Debiutował w 1904 w tygodniku „Ogniwo” utworem dramatycznym Noc. W tym samym czasopiśmie publikował też nowele i artykuły związane z teatrem. W 1907 władze wytoczyły mu proces z powodu noweli Uczta Baltazara, którą uznały za agitację przeciw porządkowi społecznemu. W latach 1916–1918 przebywał w Rosji.
W 1931 został prezesem Związku Autorów Dramatycznych. W 1936 został odznaczony Złotym Wawrzynem Akademickim Polskiej Akademii Literatury. W 1939 otrzymał nagrodę PAL im. Augusta Popławskiego.
W styczniu 1940 aresztowany we Lwowie przez NKWD. Jako autor opublikowanej w 1921 komedii Lenin, skazany na karę śmierci, zamienioną na 10 lat łagru. Uwolniony po układzie Sikorski-Majski, pracownik ambasady RP w Kujbyszewie, ewakuowany z ZSRR na Bliski Wschód. Wspomnienia z obozów koncentracyjnych Gułagu (Między młotem a sierpem) opublikował w Londynie w 1948.
W 1943 zamieszkał na stałe w Londynie. Po wojnie pozostał na emigracji w Wielkiej Brytanii. W 1945 był współzałożycielem Związku Pisarzy Polskich na Obczyźnie, zaś w 1957 gazety „Rzeczpospolita Polska”. 22 czerwca 1959, 22 czerwca 1962 był powoływany przez Prezydenta RP na Uchodźstwie Augusta Zaleskiego na członka Głównej Komisji Skarbu Narodowego Rzeczypospolitej Polskiej. Został powołany do składu emigracyjnej Kapituły Orderu Odrodzenia Polski.
Odznaczony Wielką Wstęgą (1965) i Krzyżem Komandorskim z Gwiazdą (1956) Orderu Odrodzenia Polski.
Jako publicysta związany był z wieloma czasopismami, takimi jak „Książka” (1905–1908), „Świat” (1909–1914, od 1923), „Kurier Poranny” (1911–1914, 1919–1923), „Tygodnik Ilustrowany” (1913–1915), „Wiadomości Literackie” (1924–1925), „Kurier Warszawski” (od 1926). W latach 1928–1931 był redaktorem naczelnym pism „Teatr i życie wytworne” oraz „Echo Tygodnia”. Od 1957 był publicystą Wiadomości.
W PRL informacje na temat Wacława Grubińskiego podlegały cenzurze. Jego nazwisko znajdowało się na specjalnej liście osób z całkowitym zakazem publikacji. Zalecenia cenzorskie dotyczące jego osoby zanotował Tomasz Strzyżewski, który w swojej książce o peerelowskiej cenzurze opublikował notkę informacyjną nr 9 z 1975  Głównego Urzędu Kontroli Prasy, Publikacji i Widowisk. Wytyczne dla cenzorów zawierały na liście autorów zakazanych jego nazwisko głosząc: „(...) w stosunku do niżej wymienionych pisarzy, naukowców i publicystów przebywających na emigracji (w większości współpracowników wrogich wydawnictw i środków propagandy antypolskiej) należy przyjąć zasadę bezwarunkowego eliminowania ich nazwisk oraz wzmianek o ich twórczości, poza krytycznymi, z prasy, radia i TV oraz publikacji nieperiodycznych o nienaukowym charakterze (literatura piękna, publicystyka, eseistyka)”. Jego twórczość malarska i pisarska została upowszechniona w Polsce dopiero po 1989 r.

## Publikacje
- Wacław Grubiński, Między młotem a sierpem, Londyn: Stowarzyszenie Pisarzy Polskich, 1948 Warszawa: Czytelnik, 1990 wyd. I krajowe ISBN 83-07-02160-X.
- Wacław Grubiński, Diogenes z Synopy i Aleksander Wielki albo sławienie próżniactwa (wystawione w 1905, wyd. 1914).
- Wacław Grubiński, Kochankowie (1915),
- Wacław Grubiński, Lenin. Komedia (1921 Warszawa: E.Wende i Sp., wystawiony 1921, 1949 Londyn: KOW "Veritas"))
- Wacław Grubiński, Niewinna grzesznica (1926, wystawiona w 1925).
- Wacław Grubiński, Listy pogańskie (1938); polskie wydanie Alfa 1991.
- Wacław Grubiński, O literaturze i literatach Londyn: Stowarzyszenie Pisarzy Polskich, 1948.
- Wiadomości, Londyn 1946–1981, Wiadomości wersja zdigitalizowana w Kujawsko-Pomorskiej Bibliotece Cyfrowej.